# Tulia Alemán
Tulia Rosa María Alemán Ferrer (Mene de Mauroa, Falcón, Venezuela; 4 de enero de 1993) es una modelo y reina de belleza venezolana, poseedora de los títulos Miss Falcón 2016 y Miss Grand Venezuela 2017.
Tulia representó al estado Falcón en el Miss Venezuela, además de ser la representante venezolana en la edición 2017 del certamen Miss Grand Internacional.

## Vida personal
Tulia Alemán, o La Gata como es apodada, es una joven modelo nacida en Mene de Mauroa, es la segunda de seis hermanos. Hija de José Alemán y Julia Ferrer, siendo criada en Jadagua y Guaguana, caseríos del Municipio Mauroa al sureste del occidental estado venezolano de Falcón. Se graduó en Maracaibo como Técnico Superior Iniversitario en Seguridad Industrial y cursa estudios universitarios de Ingeniería Industrial.

## Trayectoria como modelo

### Miss Venezuela 2016
Alemán participó en sexagésima cuarta (64.ª) edición del certamen Miss Venezuela donde representó al estado Falcón.
En la gala interactiva previa a la final, obtuvo la banda de "Miss Figura". La final del certamen se realizó el 5 de octubre en Caracas, Venezuela donde Tulia no logró posicionarse dentro del grupo de semifinalistas.

### Miss Grand Internacional 2017
En mayo de 2017, Tulia fue designada como Miss Grand Venezuela 2017 por parte de la organización Miss Grand Venezuela, por lo que obtiene el derecho de representar a Venezuela en la quinta edición del certamen Miss Grand Internacional el cual se llevó a cabo en Phu Quoc, Vietnam. En el certamen, Tulia compitió con alrededor de 80 candidatas provenientes de diversas naciones y territorios autónomos por el título, resultando Primera Finalista.

## Cronología
| Predecesor: Débora Medina   | Miss Grand Venezuela 2017                         | Sucesor: Biliannis Álvarez   |
| Predecesor: Herlyz Ruiz     | Miss Falcón 2016                                  | Sucesor: Biliannis Álvarez   |
| Predecesor: Nicole Cordoves | Miss Grand Internacional (Primera finalista) 2017 | Sucesor: Meenakshi Chaudhary |